# Phthersigena
Phthersigena es un género de  mantis, de la familia Amorphoscelidae, del orden Mantodea. Tiene 9 especie reconocidas científicamente.

## Especies
- Phthersigena centralis (Giglio-Tos, 1915)
- Phthersigena conspersa (Saussure, 1871)
- Phthersigena insularis (Beier, 1965)
- Phthersigena melania (Tindale, 1923)
- Phthersigena minor (Sjostedt, 1918)
- Phthersigena nebulosa (Sjostedt, 1918)
- Phthersigena pallidifemur (Tindale, 1923)
- Phthersigena timorensis (Beier, 1952)
- Phthersigena unicornis (Tindale, 1923)
  - Phthersigena unicornis pallidifemur
  - Phthersigena unicornis unicornis